# Piergaetano Marchetti
Piergaetano Marchetti (Milano, 30 novembre 1939) è un giurista, dirigente d'azienda e notaio italiano.

## Biografia
Si laurea in Giurisprudenza presso l'Università degli Studi di Milano nel 1962, inizia la carriera accademica come assistente e poi docente presso la cattedra di Istituzioni di diritto privato nella medesima università, quindi è professore di Diritto industriale e Diritto commerciale presso l'Università degli Studi di Parma e subito dopo all'Università Bocconi. Insegna alla Bocconi, anche come senior professor, per una cinquantina d'anni. Dal 2004 al 2010 è pro-rettore della Bocconi, dal 2010 è anche garante degli studenti.
Alla Bocconi è coinvolto da Ariberto Mignoli, grande civilista, nella costituzione del patto di Mediobanca, ovvero del patto che a lungo unirà sotto la supervisione di Enrico Cuccia i nomi più importanti del capitalismo italiano, dagli Agnelli ai Pesenti, dai Pirelli ai Bonomi. La sua fama di giurista esperto di diritto societario è tale da farlo diventare superconsulente di Guido Rossi nella creazione della Consob, l'organismo di controllo delle società quotate, facendo parte della commissione che ha predisposto il Testo Unico sulla disciplina delle società quotate e dei mercati finanziari e della commissione per la riforma generale del diritto societario.
Nel 1993 è voluto dal Presidente del Consiglio Ciampi e dal direttore generale del Tesoro Mario Draghi nel "Comitato di consulenza e garanzia per le privatizzazioni". Pur rimanendo volentieri nell'ombra, è spesso consultato dalla Consob e dalla Banca d'Italia, è anche nei cda di primarie aziende italiane: sindaco di Mediobanca e poi anche presidente del "patto di sindacato" di Mediobanca (quello in cui si trovano i soci più importanti) redigendo alla fine il testo che regola la nuova governance della banca d'affari che a lungo ha tirato le fila dell'alta finanza italiana, è  stato consigliere delle Generali, di BPM e di Artemide, vicepresidente della Saipem, dal 2004 al 2012 presidente di RCS Quotidiani e RCS MediaGroup, dal 2004 al 2022 presidente della Fondazione Corriere della Sera. Attualmente Presidente del Piccolo Teatro di Milano e di Book City, la manifestazione che in più di 200 luoghi organizza annualmente a Milano in novembre più di mille eventi dedicati a libri, alla lettura.Pur avendo frequentato i principali luoghi del potere, non vuole essere chiamato "uomo di potere" preferendo quello di "arbitro".
Fa parte del comitato direttivo di CDEC (Centro di documentazione ebraica), dell'ITSLI (Istituto per la storia del movimento di liberazione in Italia) e della Fondazione per le Scienze Religiose Giovanni XXIII. Autore di varie pubblicazioni sul diritto societario, la disciplina della concorrenza, il diritto industriale, è anche consigliere di direzione di Rivista delle Società e di Concorrenza e Mercati.
Accanto all'impegno accademico ha svolto anche l'attività di notaio e ora di consulente in materia societaria e di governance delle imprese.

## Opere
- Piergaetano Marchetti, Boicottaggio e rifiuto di contrattare, Milano, CEDAM, 1969. ISBN 8813131305.
- Piergaetano Marchetti, Le Privatizzazioni in Italia, Milano, Giuffrè editore, 1995. ISBN 8814052484